# Huang Xiliang
Huang Xiliang, chiń. 黄喜良 – chiński sztangista.

## Biografia
Startował w wadze muszej (do 52 kg). Największy sukces w karierze odniósł w 1990 w Budapeszcie, zdobywając tytuł wicemistrza świata.

## Sukcesy medalowe

### Mistrzostwa świata
- Budapeszt 1990 –  srebrny medal (waga musza)